# Hans Judenkünig
Hans Judenkünig, także Judenkunig (ur. około 1450 w Schwäbisch Gmünd, zm. marzec 1526 Wiedniu) – niemiecki kompozytor i lutnista.

## Życiorys
Przed 1518 rokiem osiedlił się w Wiedniu, gdzie należał do działającego przy katedrze św. Szczepana bractwa Bożego Ciała. Był autorem dwóch prac, Utilis et compendiaria introductio (wyd. Wiedeń ok. 1515–1519) oraz Ain schone kunstliche Underweisung... zu lernen auff der Lautten und Geygen (wyd. Wiedeń 1523). Obydwa traktaty były podręcznikami do nauki gry na lutni oraz instrumencie w typie violi da gamba o 6 strunach. Są to najstarsze znane druki, w których autor jako jedyną notację muzyczną stosuje system niemieckiej tabulatury lutniowej. 